# The Fool Circle
| 전문가 평가 | 전문가 평가 |
| 평가 점수   | 평가 점수   |
| 출처        | 점수        |
| ----------- | ----------- |
| Allmusic    | [ 1 ]       |

《The Fool Circle》은 1981년 2월 14일에 발매된 스코틀랜드의 하드 록 밴드 나자레스의 열두 번째 스튜디오 음반이다. 〈Cocaine〉은 J. J. 케일이 작사, 작곡하고 에릭 클랩튼이 1977년에 녹음한 곡의 라이브 커버곡이었다. 그 음반에는 여러 가지 보너스 트랙이 수록된 리마스터 에디션이 있다.
1997년 캐슬 커뮤니케이션즈는 더블 라이브 음반 《'Snaz》의 2CD 세트를 제작하기를 꺼려했기 때문에, 4개의 트랙이 제거되어 리마스터 버전이 하나의 CD로 발매될 수 있었다. 리마스터링을 하고 있던 롭 코리치는 이 곡들을 보너스 트랙으로 포함시켰다.

## 배경
《The Fool Circle》은 많은 노래에서 레게 사운드로 유명하다. 한 베이시스트 피트 애그뉴는 인터뷰에서 "〈Fool Circle〉은 꽤 무거운 주제에 약간의 유머를 주입하려고 노력하면서 우리가 콘셉트 음반을 만들기에 가장 가까웠습니다. 몬트세랫 섬에서 녹음을 했다는 사실이 조금씩 레게를 파고드는 이유가 될 수 있을 것 같아요."
특히 〈Let Me Be Your Leader〉와 〈We Are the People〉는 레게 리듬을 전면적으로 활용한 곡으로, 당시 몬트세랫 현지 분위기와 자메이카 음악의 영향을 받은 것으로 해석된다. 또한 〈Another Year〉나 〈Every Young Man’s Dream〉 등의 트랙에서는 1980년대식 멜로딕 록과 AOR 스타일의 감수성이 두드러지며, 당시 주류 음악 흐름을 반영하려는 시도가 엿보인다.
음반에 대한 평가는 엇갈렸다. 일부 평론가는 "지나치게 프로덕션된 음반"이라며 혹평한 반면, 또 다른 평론가들은 "예상 밖의 레게 실험과 멜로디 중심 접근이 흥미롭다"고 평가하였다.
결과적으로 《The Fool Circle》은 나자레스가 음악적 전환기를 맞이하며 다양한 장르를 탐색한 실험작으로 간주되며, 이후의 사운드 방향성에 중요한 분기점이 되었다.

## 곡 목록
| #   | 제목                        | 작사·작곡                | 재생 시간 |
| --- | --------------------------- | ------------------------ | --------- |
| 1.  | 〈Dressed to Kill〉         | 피트 애그뉴, 댄 맥카퍼티 | 3:30      |
| 2.  | 〈Another Year〉            | 매니 찰턴                | 3:28      |
| 3.  | 〈Moonlight Eyes〉          | 맥카퍼티                 | 3:33      |
| 4.  | 〈Pop the Silo〉            | 애그뉴, 맥카퍼티         | 3:18      |
| 5.  | 〈Let Me Be Your Leader〉   | 찰턴                     | 3:49      |
| 6.  | 〈We Are the People〉       | 애그뉴, 맥카퍼티         | 3:33      |
| 7.  | 〈Every Young Man's Dream〉 | 대럴 스위트              | 3:16      |
| 8.  | 〈Little Part of You〉      | 찰턴                     | 3:28      |
| 9.  | 〈Cocaine (Live)〉          | J. J. 케일               | 4:34      |
| 10. | 〈Victoria〉                | 스위트                   | 3:19      |

## 인증
| 국가                       | 인증 | 판매량/출하량 |
| -------------------------- | ---- | ------------- |
| 캐나다 (뮤직 캐나다)       | 골드 | 50,000^       |
| ^출하량을 기반으로 한 인증 |      |               |